# Takashi Masuda
Takashi Masuda (増田貴史?, Masuda Takashi; Shizuoka, 25 agosto 1940) è un ex cestista giapponese.

## Carriera
Con il Giappone ha partecipato a due edizioni dei Giochi olimpici (Roma 1960, Tokyo 1964) e ai Campionati del mondo del 1963.